# Казавтожол
«КазАвтоЖол» — национальный оператор по управлению автомобильными дорогами Республики Казахстан. Полное название — АО Национальная компания «ҚазАвтоЖол». .
Предметом деятельности Общества является осуществление дорожной деятельности:
- организация проектирования, строительства и реконструкции автомобильных дорог общего пользования международного и республиканского значения;
- текущий, средний и капитальный ремонт автомобильных дорог общего пользования международного и республиканского значения;
- содержание и использование автомобильных дорог общего пользования международного и республиканского значения;
- управление платными автомобильными дорогами общего пользования международного и республиканского значения или их участками[3].

## История
Акционерное общество «ҚазАвтоЖол» со стопроцентным участием государства в уставном капитале создано в соответствии с постановлением Правительства Республики Казахстан № 79 от 1 февраля 2013 года путем реорганизации дочернего государственного предприятия «Казахавтодор-Кокшетау» Республиканского государственного предприятия на праве хозяйственного ведения «Казахавтодор» Комитета автомобильных дорог Министерства транспорта и коммуникаций Республики Казахстан.

## Органы общества
Органами Общества являются:
- 1. Высший орган — Единственный акционер;
- 2. орган управления — Совет директоров Общества;
- 3. коллегиальный исполнительный орган — Правление Общества;
- 4. орган, осуществляющий контроль за финансово-хозяйственной деятельностью Общества — Служба внутреннего аудита[3].

## Руководители
- С 2013—2014 гг. председателем правления АО НК «КазАвтоЖол» назначен Султанов Ерик Хамзинович[4][5].
- С 2014—2015 гг. председателем правления АО НК «КазАвтоЖол» назначен Камалиев Берик Сайлауович[6].
- С 2015—2019 гг. председателем правления АО НК «КазАвтоЖол» назначен Кизатов Ермек Ануарбекович[7].
- С 2019—2021 гг. исполняющим обязанности председателя и председателем правления АО НК «КазАвтоЖол» назначен Алипов Улан Токтарбаевич[8][9].
- апреля 2021 года — 1 февраля 2022 года председателем правления АО НК «КазАвтоЖол» назначен Аскар Муратулы[10].

## Областные филиалы
- Актюбинский областной филиал АО НК «ҚазАвтоЖол» — директор Кобыландин Жанабай Нагимович[11].
- Мангистауский областной филиал АО НК «ҚазАвтоЖол» — директор Омаров Ербол Бахтиярович[12].
- Акмолинский областной филиал АО НК «ҚазАвтоЖол» — директор Шаймин Канат Акижанович.
- Восточно-казахстанский областной филиал АО НК «ҚазАвтоЖол» — директор Өмірбаев Нурланбек Балыкбайұлы.
- Западно-казахстанский областной филиал АО НК «ҚазАвтоЖол» — директор Куаншалиев Марат Габделкаирович.
- Кызылординский областной филиал АО НК «ҚазАвтоЖол» — директор Жунисов Ерулан Бактыбаевич.
- Северо-казахстанский областной филиал АО НК «ҚазАвтоЖол» — директор Айтбаев Болатбек Кабланбекович.
- Алматинский областной филиал АО НК «ҚазАвтоЖол» — директор Дадамурзаев Батыр Турсунбаевич.
- Атырауский областной филиал АО НК «ҚазАвтоЖол» — директор Ергалиев Даурен Жаксыгалиевич.
- Жамбыльский областной филиал АО НК «ҚазАвтоЖол» — директор Токтаров Даурен Сержанович.
- Карагандинский областной филиал АО НК «ҚазАвтоЖол» — директор Шаймин Канат Акижанович.
- Южно-казахстанский областной филиал АО НК «ҚазАвтоЖол» — директор Дуйсембеков Мухтар Манасович.
- Павлодарский областной филиал АО НК «ҚазАвтоЖол» — директор Каребаев Кайрат Калелханович.
- Костанайский областной филиал АО НК «ҚазАвтоЖол» — директор Горват Андрей Михайлович.